# King's Quest II: Romancing the Throne
King's Quest II: Romancing the Throne è un'avventura grafica sviluppata e pubblicata dalla Sierra On-Line. Il videogioco venne sviluppato per Amiga, Atari ST, MS-DOS e PCjr. Il videogioco fa parte della serie di  King's Quest.